# Törnsfalls kyrka
Törnsfalls kyrka är en kyrkobyggnad i Törnsfalls socken, Västerviks kommun. Den är församlingskyrka i Törnsfalls församling, Linköpings stift.

## Kyrkobyggnaden

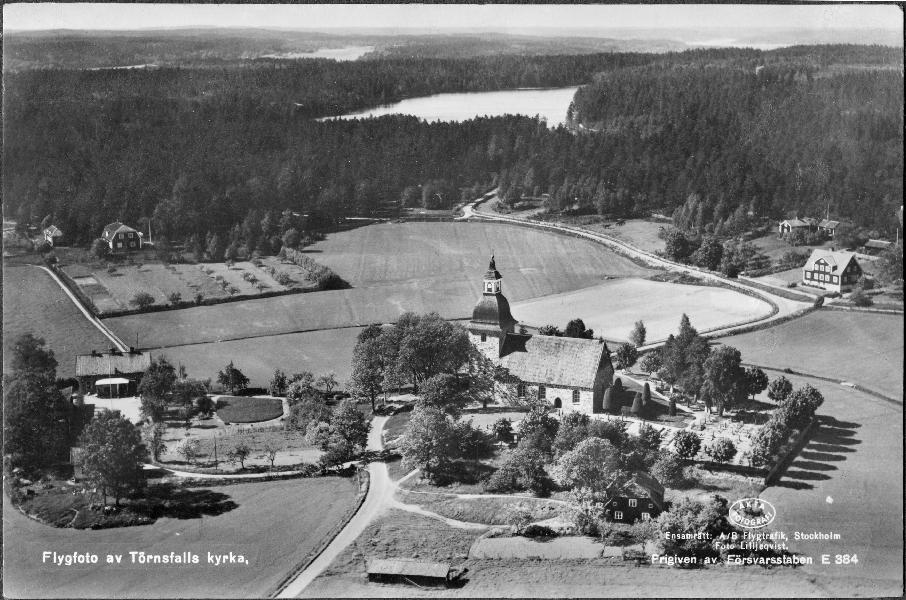
Flygfoto över kyrkbyn, okänt årtal.

Ursprungliga kyrkan uppfördes på 1100-talet och av denna återstår nuvarande kyrktorn. Nuvarande långhus uppfördes troligen på 1200-talet och ersatte ett tidigare långhus som möjligen var av trä. Vid flera tillfällen mellan åren 1698-1753 togs nya och större fönster upp. Ursprungligen hade kyrkorummet ett jordgolv som 1731 ersattes av ett trägolv. 1766 byggdes en sakristia av sten som ersatte en tidigare av trä. 1783 fick tornet sin nuvarande takform med spira. 1807 lades golvet om och 1823 höjdes korgolvet med fyra tum. 1850 byttes långhusets takbeläggning ut från tjärade träspån till tegel. Åren 1909-1910 genomfördes en omfattande restaurering efter ritningar av arkitekt Ragnar Östberg. Ytterväggarnas puts togs bort för att långhusets murar bättre skulle stämma överens med tornet. En renovering genomfördes 1949 under ledning av arkitekt Kurt von Schmalensee. Centralvärme installerades. Kyrkorummets väggar och tak målades vita. Bänkinredning och läktare målades i ljust grått och i gråbrunt. Predikstolen målades i grönt med förgyllningar. Kyrkan har återkommande drabbats av fuktproblem. Undersökningar gjordes 1986 med sökhund då man konstaterade angrepp av mögel, röta, hussvamp och gul timmersvamp. En grundlig renovering genomfördes åren 1988-1991 under ledning av arkitekt Lennart Arfwidsson. Ett nytt golv lades då in i hela kyrkan och interiören fick en ny färgsättning.

## Inventarier
- Ett helgonskåp är från mitten av 1100-talet.
- Framför koret hänger ett triumfkrucifix från 1500-talet.
- En skulptur från 1300-talet föreställer Jungfru Maria med Jesusbarnet.
- Ovanför dörren till sakristian finns en Anna själv tredje skulptur från 1400-talet.
- Ett altarkrucifix har en Kristusskulptur som troligen är från slutet av 1200-talet som sitter på ett sentida kors.
- Nuvarande predikstol är skänkt till kyrkan 1740.
- Nuvarande bänkinredning är troligen från 1760-talet.
- Nattvardskärl och paten är av förgyllt silver. Åldern är okänd men nattvardskärlet omnämns i en inventarieförteckning från 1657.
- En oblatask i silver är troligen skänkt till kyrkan 1662.
- Sedan medeltiden har två kyrkklockor hängt i tornet. Storklockan är omgjuten år 1785 och lillklockan år 1866. Gamla lillklockan står numera i vapenhuset.

### Orgel
- Första orgeln var byggd av Pehr Zacharias Strand, Stockholm och installerades 1833. Den hade sju stämmor.
- En ny orgel av Setterquist & Son Orgelbyggeri installerades 1928, men gamla fasaden behölls. Åren 1966-1967 byggdes orgeln om av Jacoby Orgelverkstad. Ett antal stämmor byggdes om och några pipor från den gamla fasaden byggdes in i orgelverket.

| Huvudverk I   | Svällverk II      | Pedal       | Koppel    |
| Principal 8’  | Rörflöjt 8’       | Subbas 16'  | I/P       |
| Gedakt 8’     | Kvintadena 4’     | Gedakt 8’   | II/P      |
| Oktava 4’     | Principal 2’      | Koralbas 4’ | II/I      |
| Spetsflöjt 4’ | Sifflöjt 1’       | Flöjt 2’    | I 4'/I    |
| Oktava 2’     | Scharff II        |             | II 16'/II |
| Mixtur IV     | Crescendosvällare |             |           |
| Corno 8'      |                   |             |           |

## Bildgalleri

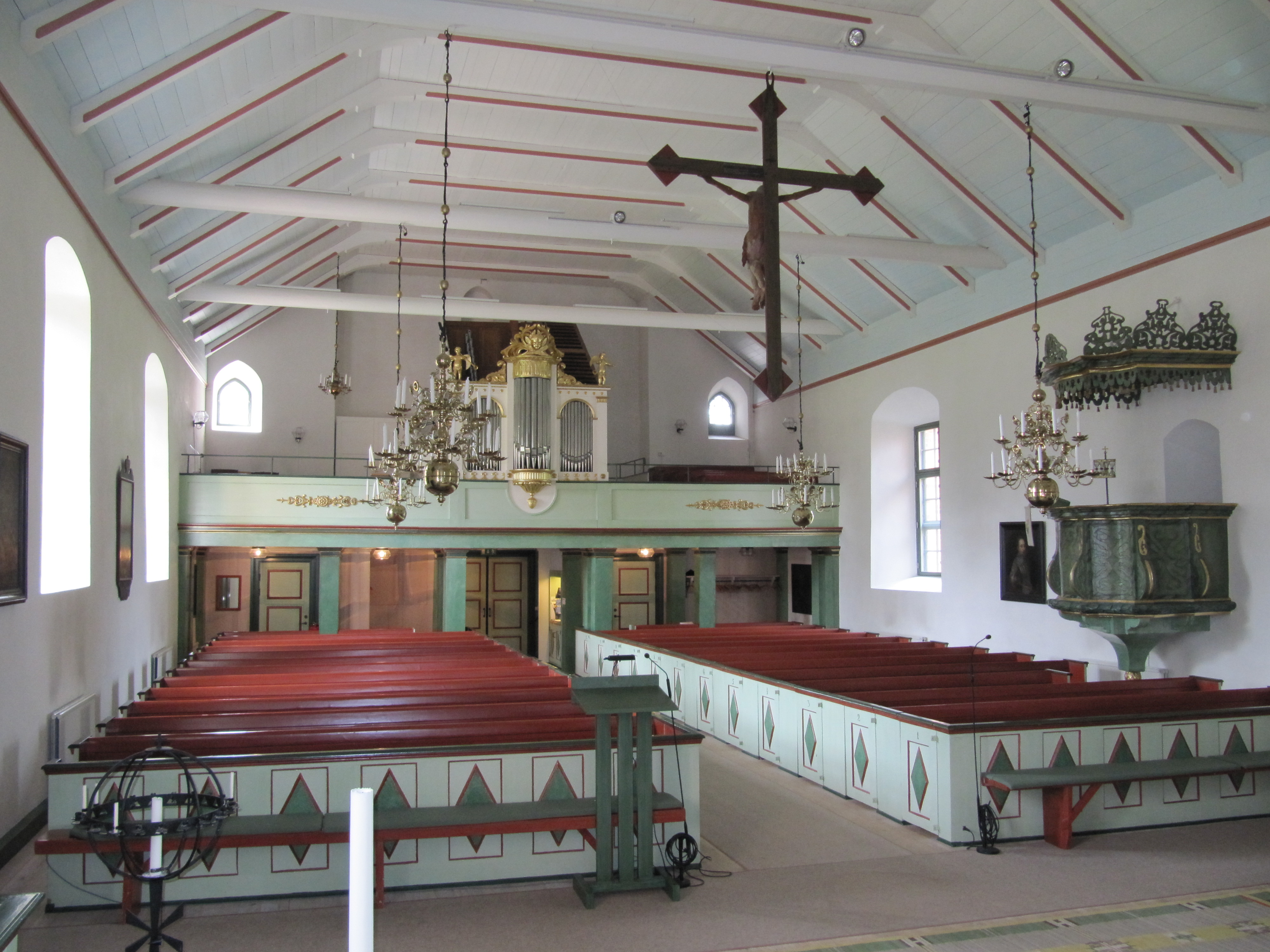
Kyrkorum mot väster
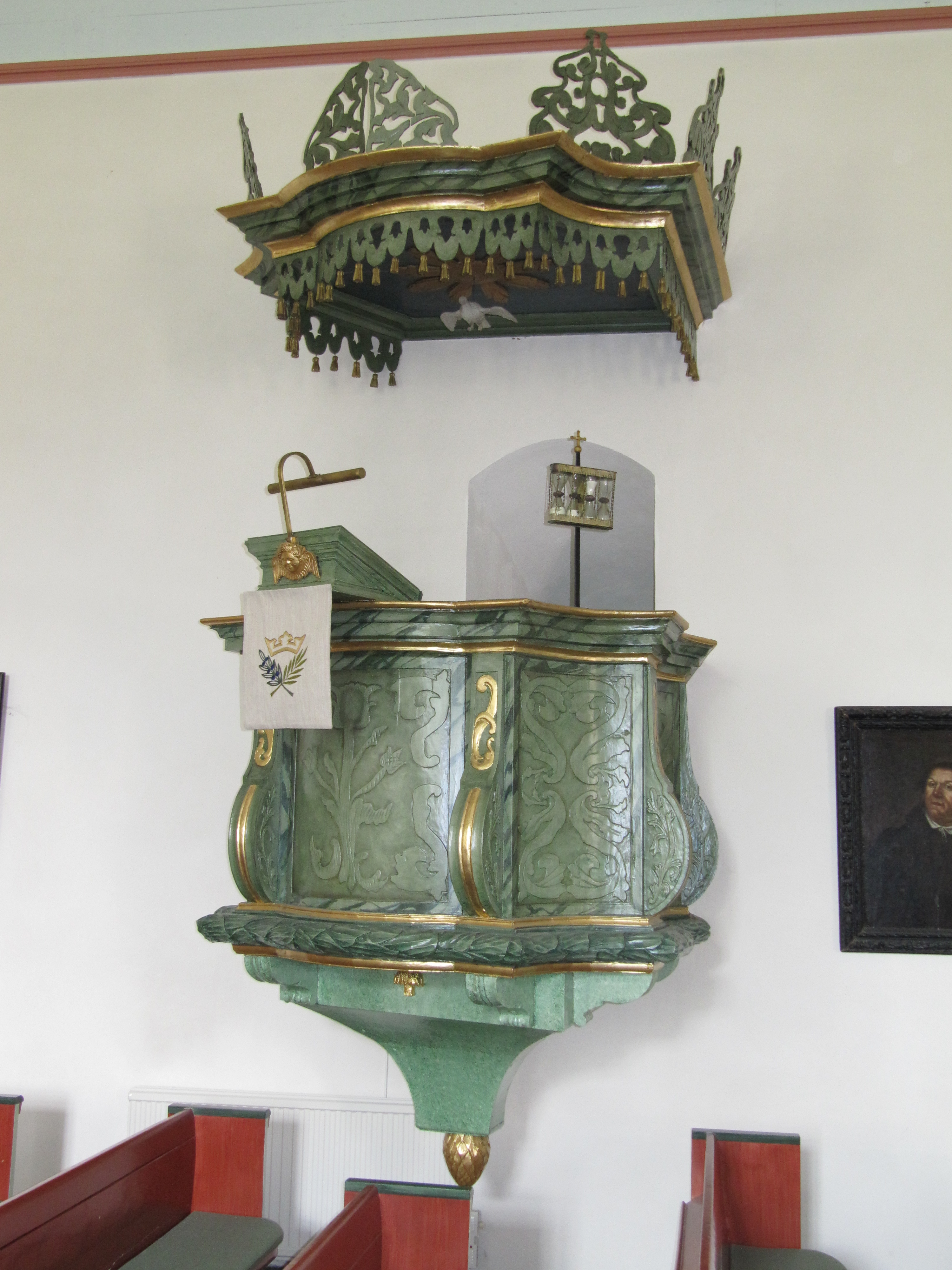
Predikstol
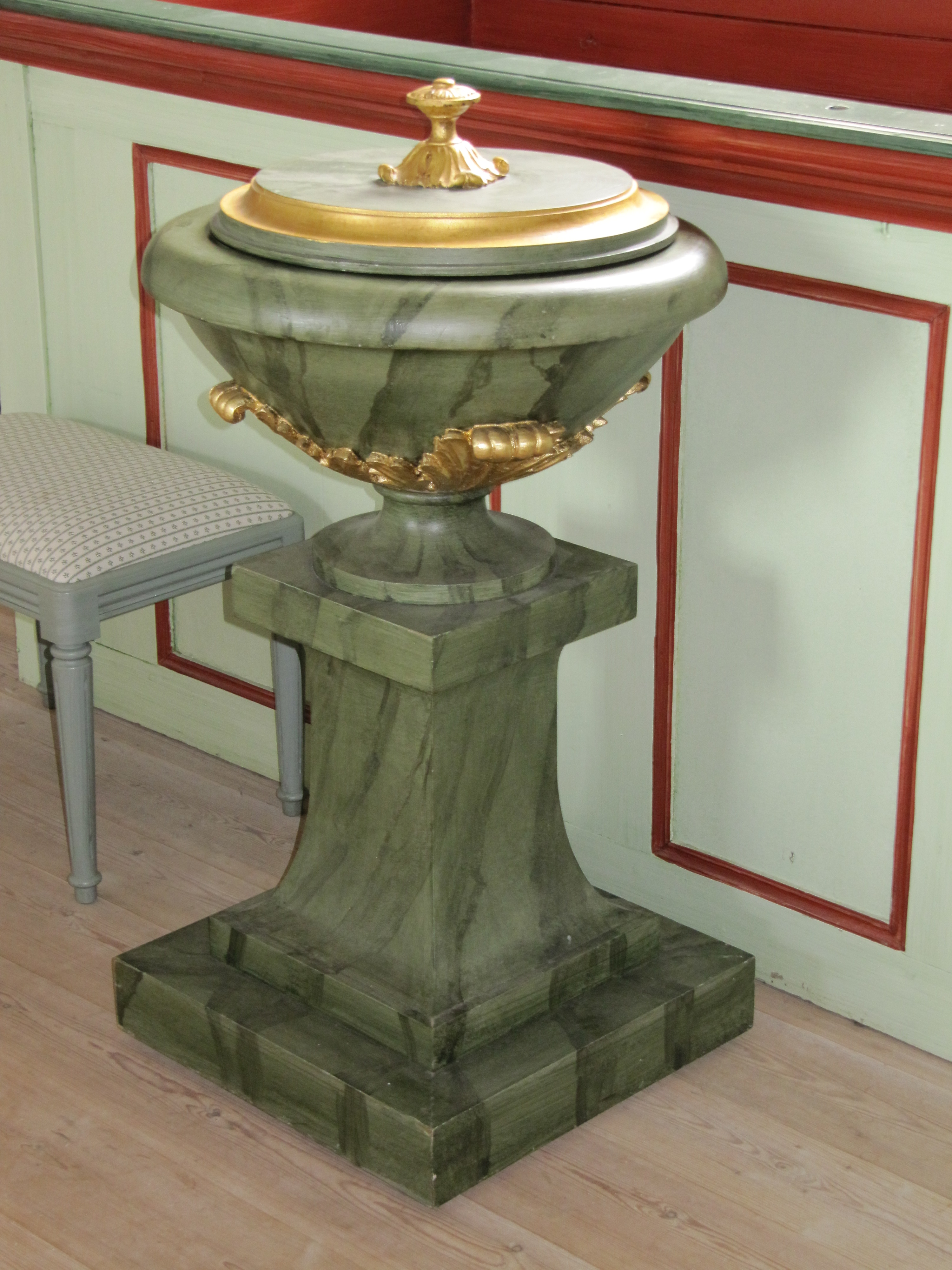
Dopfunt
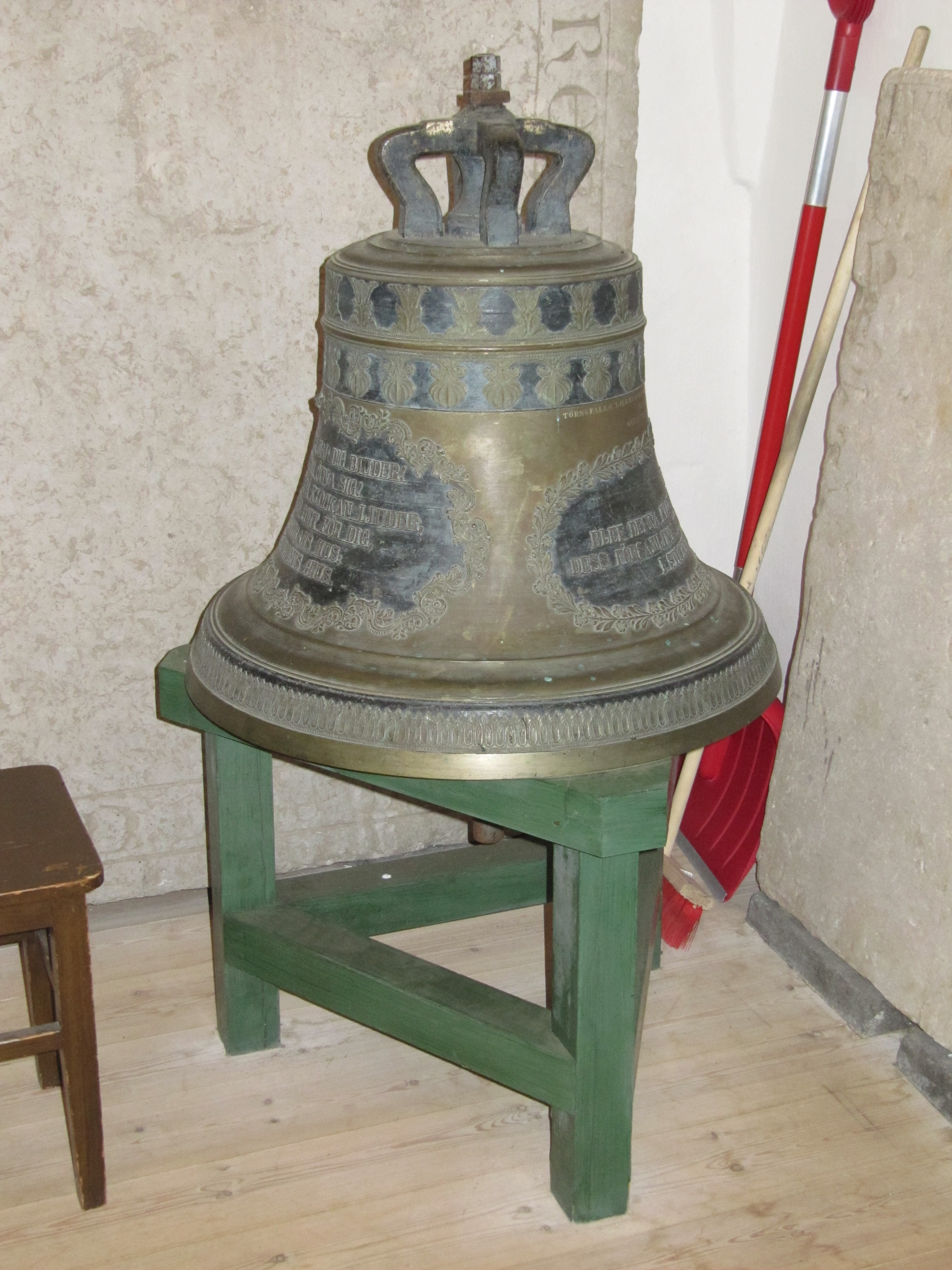
Kyrkklocka i vapenhuset

### Webbkällor
- Törnsfalls kyrkogård, Kalmar Läns Museum
- Kyrkokartan - Törnsfalls kyrka
- Törnsfalls hembygdsförening
- Sten-Åke Carlsson & Tore Johansson (red.): Inventarium över svenska orglar 1989:II, Linköpings stift, Förlag Svenska orglar, Tostared 1990, ISSN 1100-2700